# Robert MacNeil

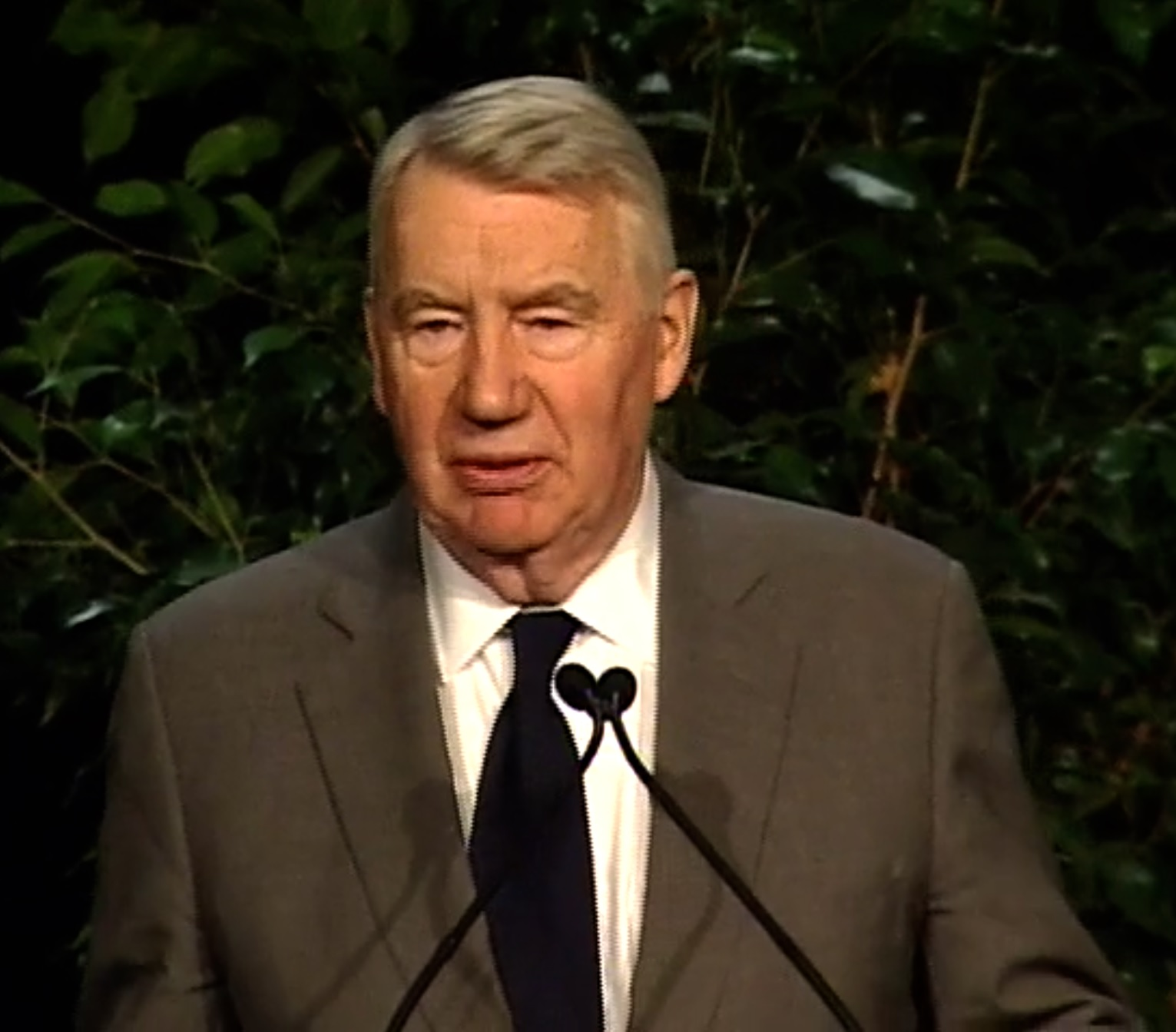
Robert MacNeil, 2008

Robert Breckinridge Ware MacNeil (* 19. Januar 1931 in Montreal; † 12. April 2024 in Manhattan, New York City) war ein kanadisch-amerikanischer Journalist, Autor und Fernsehmoderator.

## Leben
MacNeil studierte an der Carleton University in Ottawa. Nach seinem Studium war er als Journalist im Nachrichtensektor des Fernsehsenders ITV in London tätig und wechselte danach zu Reuters sowie später zu NBC News als Korrespondent in Washington, D.C. und New York City. Er schrieb als Autor mehrere Bücher. Von 1975 bis 1995 war MacNeil gemeinsam mit Jim Lehrer Moderator der Fernsehsendungen The Robert MacNeil Report/The MacNeil/Lehrer Report/The MacNeil/Lehrer Newshour.
Am 12. April 2024 starb Robert MacNeil in Manhattan, New York City, im Alter von 93 Jahren.

## Werke (Auswahl)
- Breaking News (Roman)
- Burden of Desire (Roman)
- Eudora Welty: Seeing Black and White
- Looking for My Country: Finding Myself in America
- The People Machine: The Influence of Television on American Politics
- The Right Place at the Right Time
- The Voyage (Roman)
- The Way We Were: 1963, The Year Kennedy Was Shot
- The Story of English with Robert McCrum
- Wordstruck: A Memoir
- Do You Speak American?

## Preise und Auszeichnungen (Auswahl)
- Offizier des Order of Canada
- Emmy Award
- Mitglied der American Academy of Arts and Sciences (1991)